# Cima del Vallone
La Cima del Vallone (detta anche Cima del Gran Vallone - Pointe de Paumont in francese) è una montagna delle Alpi Cozie (Gruppo della Pierre Menue) alta 3 171 m e situata lungo la linea di confine tra l'Italia e la Francia.

## Toponimo
La denominazione della montagna ha parecchie varianti. Oltre che come Cima del Vallone (nome utilizzato dalla cartografia IGM e sulla Carta Tecnica della Regione Piemonte), essa viene infatti anche chiamata Cima del Gran Vallone. La Guida dei Monti d'Italia riporta anche, tra parentesi, la denominazione alternativa di Punta di Paumòrt.
Sulla cartografia ufficiale francese il nome utilizzato è invece Pointe de Paumont, mentre la Pointe du Grand Vallon è quella che, in italiano, risulta essere la Punta Bagnà (3 129 m).

## Descrizione
La montagna sorge sullo spartiacque Dora-Arc ed è separata dalla Punta Bagnà (a nord-ovest, 3 129 m) da un colletto quotato 3 045 m; a est invece, dopo una sella non quotata né sulla carta IGM né su quella IGN, si trova la Cima Gardiora (o Gardiola, 3 140 m).
Il versante francese si presenta piuttosto uniforme, prativo in basso e detritico verso la sommità; anche il versante italiano è di natura principalmente detritica ed è molto ripido. Dalla cima si stacca in direzione sud una cresta che la collega con la Roccia Verde e la Punta Melmise (2 309 m) e che divide il Vallone del Frejus da quello di Rochemolles.
La montagna è la più alta del Vallone del Frejus, dove scorre uno dei torrenti che attraversano Bardonecchia e che concorrono a formare appena fuori del paese la Dora di Bardonecchia.
Amministrativamente è divisa tra il comune di Bardonecchia (IT) e quello di Avrieux (FR).

## Accesso alla vetta

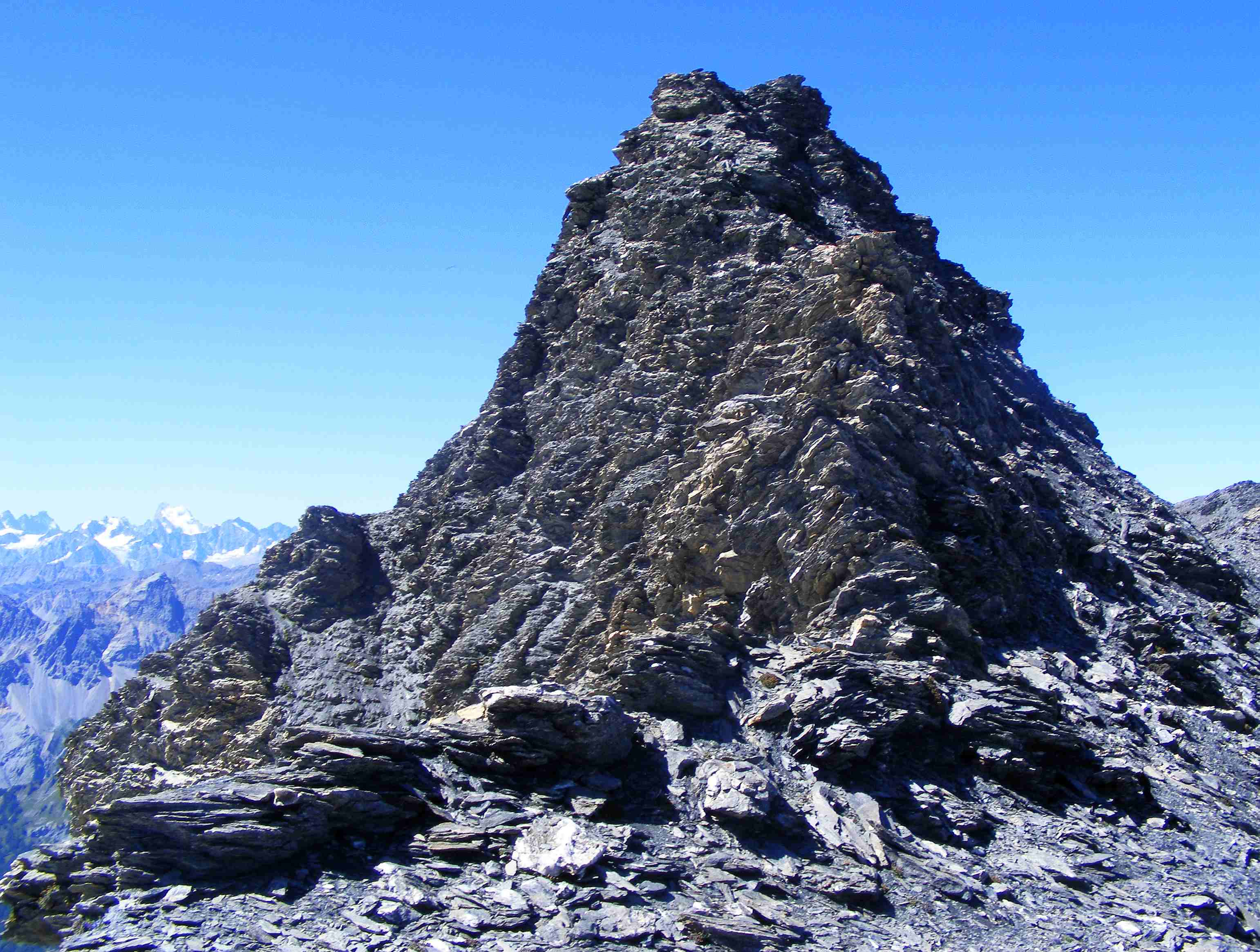
Il risalto sommitale visto da est

Le vie di salita meno difficili sono considerate quelle che percorrono le tre creste che convergono sulla cima: quella sud, percorribile a partire da Rochemolles con salita per sentiero fino al Colletto della Roccia Verde; quella sud-ovest, che si origina dal Colle del Fréjus e comprende la Punta Bagnà, e infine quella est, che dal Colle della Pelouse transita per la Cima Garadiora. La difficoltà alpinistica della salita per la cresta sud viene valutata in F.

## Cartografia
- Cartografia ufficiale italiana dell'Istituto Geografico Militare (IGM) in scala 1:25.000 e 1:100.000, consultabile on line
- Cartografia ufficiale francese dell'Institut géographique national (IGN), consultabile online
- Istituto Geografico Centrale - Carta dei sentieri e dei rifugi scala 1:50.000 n. 1 Valli di Susa Chisone e Germanasca e 1:25.000 n. 104 Bardonecchia Monte Thabor Sauze d'Oulx